# Кросинговер

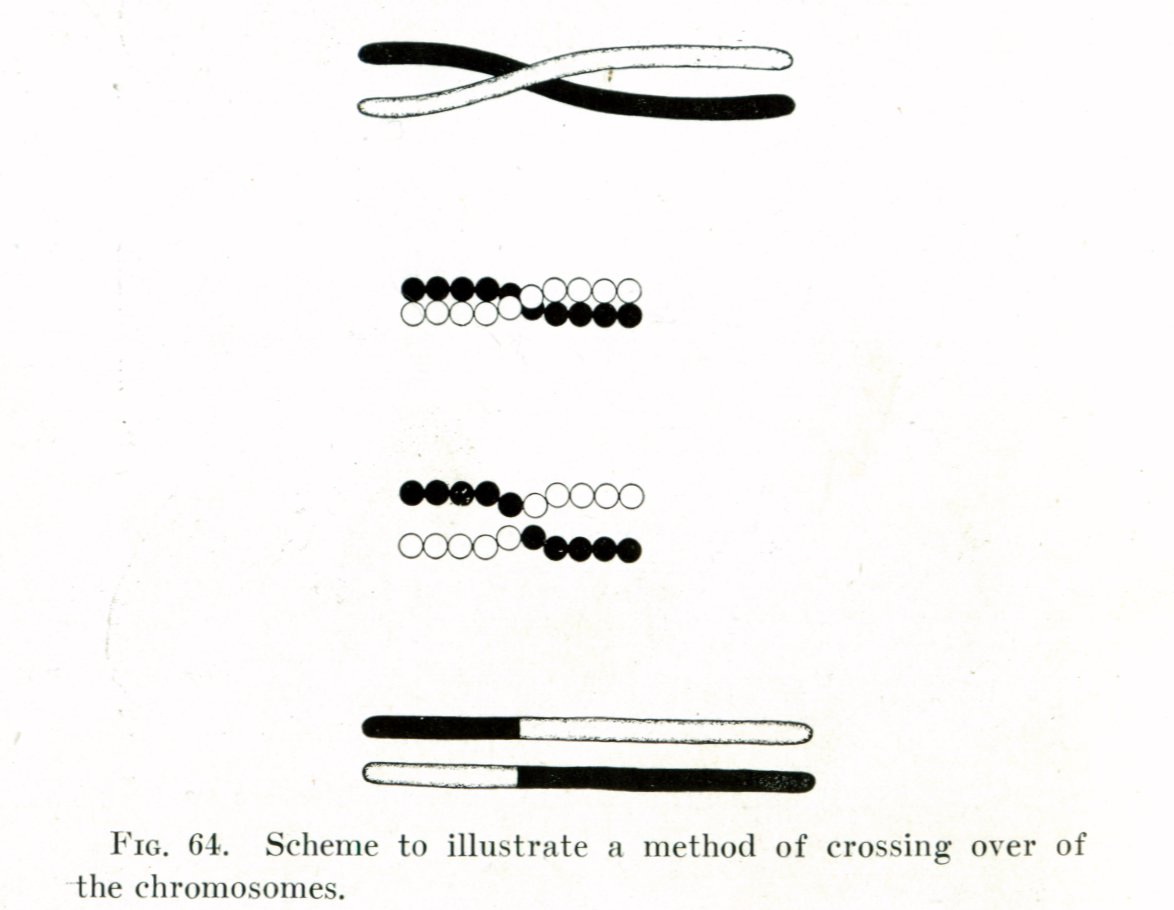
Ілюстрація кросинговера

Кросинговер — явище обміну ділянками гомологічних хромосом після кон'югації у профазі 1 мейозу.  Зазвичай ініціюється у зигонемі, до формування синаптонемного комплексу, і завершується безпосередньо в кінці профази 1. Власне перенесення ДНК відбувається, коли гомологічні регіони на відповідних хромосомах розриваються, а потім приєднуються до іншої хромосоми. Результат цього процесу — обмін генетичної інформації, відомий як гомологічна рекомбінація.

## Закономірності кросинговеру
- сила зчеплення між двома генами, розташованими в одній хромосомі, обернено пропорційна відстані між ними. Отже, чим ця відстань більша, тим частіше відбувається кросинговер;
- частота кросинговера залежить від відстані між генами і виражається у морганідах;
- частота кросинговеру між двома генами, розташованими в одній хромосомі, є величиною відносно постійною для кожної конкретної пари генів
- величина кросинговеру вимірюється відношенням кількості кросоверних особин до загальної кількості особин у потомстві від аналізуючого схрещування.

Явище кросинговеру було доведено за допомогою введення в різні ділянки гомологічних хромосом ізотопних атомів (міток). Після завершення кросинговеру такі мітки, введені в одну з гомологічних хромосом, виявляли у відповідних ділянках іншої.
Хоча частота кросинговеру між різними парами зчеплених генів є величиною відносно постійною, на неї можуть впливати деякі фактори зовнішнього й внутрішнього середовища (зміни в будові окремих хромосом, які ускладнюють або унеможливлюють процес кросинговеру, висока або низька температура, рентгенівські промені, деякі хімічні сполуки тощо). У деяких організмів виявлено залежність частоти кросинговеру від віку (наприклад, у дрозофіли) або статі (миші, кури).

## Стадії профази 1 мейозу
- Лептотена: хромосоми, зроблені з 2 хроматид, з'єднаних у центромері, починають формуватись.
- Зиготена: гомологічні пари хромосом формують бівалент.
- Пахінема: Власне кросинговер. (Обмін частками між гомологічними хромосомами. Гомологічні хромосоми лишаються з'єднаними)
- Диплонема: Хромосоми продовжують вироблятись і починають відділятись.
- Діакінез: Ядро і ядерна оболонка розчиняється. ДНК максимально конденсується. Синтетичні процеси завершуються. Центріолі розходяться по полюсах. Гомологічні хромосоми з'єднані між собою.